# Tanguy de Rémur
Tanguy de Rémur, né Tanguy Bruté de Rémur, est un cartographe et illustrateur français né le 1er janvier 1933 à Saint-Quentin et mort le 14 décembre 2015 au Port Marly.

## Biographie

### Famille
Tanguy de Rémur est le fils de Jean Bruté de Rémur et de Simone Ducorney.

### Carrière
En 1958, il participe à la troisième expédition conduite par Claude Collin Delavaud, de Trébizonde au mont Ararat puis à Sivas en passant par Erzerum et Erzincan. Quelques années plus tard, professeur émérite de géographie à l'Université Paris-VIII, et ancien président de la Société des explorateurs français, Claude Collin Delavaud le qualifie de l'« un des meilleurs cartographes de France ».
En 1961, il participe à l'ouvrage Cinéma, télévision de Rémo Forlani dont Marc Soriano écrit « L'illustration qui associe des documents originaux, des affiches, des photos et d'excellents dessins de Tanguy Bruté de Rémur, est toujours adaptée et de bonne qualité. ».
De décembre 1964 à janvier 1966, il scénarise et dessine une bande dessinée en noir et blanc, d'après le roman d'Enid Blyton, intitulée « Le Club des cinq », pour le magazine Marie Claire.
En 1967, à l'issue d'un long travail, il illustre la série que consacre le magazine Paris-Match à Paris dans 20 ans.
En 1968, le pionnier de la tectonique des plaques Xavier Le Pichon fait appel à Tanguy de Rémur pour illustrer le modèle qu'il propose et qui fera sa notoriété.
Pour l'édition du 18 janvier 1969 du magazine Paris Match no 1028, il réalise un dessin éclaté du Concorde où près de 140 parties de l'avion sont indiquées sur les deux pages centrales du magazine.
Il travaille dans les années 1970 avec le sculpteur franco-hongrois Nicolas Schöffer.
Il est par la suite illustrateur pour les éditions Hachette et pour des brochures scientifiques, revenant notamment sur son travail géologique dans Quel âge à l'Océan Atlantique ?
Il est sociétaire de la Société des explorateurs français.

## Publications
Tanguy de Rémur a illustré de nombreux ouvrages et revues, notamment :
- Fabuleux pétrole de Pierre Lacroix, 1960[8] ;
- Cinéma, télévision de Rémo Forlani et Francis Boucrot, 1961 ;
- Le trachome d'Odette Petit et Jean Haut, 1962[9] ;
- Perspective du projet du Front de Seine, 1967[10] ;
- Les fonds de la Méditerranée, carte réalisée sous la direction scientifique de Xavier Le Pichon, Paris, éditions Hachette[11].